# Organické sloučeniny stříbra
Organické sloučeniny stříbra jsou organokovové sloučeniny obsahující vazby mezi atomy uhlíku a stříbra. Jsou méně prozkoumané než organické sloučeniny mědi.
První pokusy o jejich přípravu popsali G. B. Buckton roku 1859 a J. A. Wanklyn a Georg Ludwig Carius v roce 1861, přípravu methylstříbra uskutečnili G. Semerano a L. Riccoboni v roce 1941.
Nízká tepelná stabilita se projevuje na teplotě rozkladu AgMe (-50 °C) oproti CuMe (-15 °C) a PhAg (74 °C) vůči PhCu (100 °C).

## Alkylové, alkenylové a arylové sloučeniny
Fenylstříbro lze získat reakcí dusičnanu stříbrného s trialkylfenylolovem nebo difenylzinkem:
Ph2Zn + AgNO3 → PhAg + "PhZnNO3"
Podobně jako i ostatní komplexy stříbra mají organostříbrné sloučeniny koordinační čísla větší nebo rovna 2, například mesitylstříbro vytváří tetramer s 2-koordinovanými Ag+ centry; připravuje se z chloridu stříbrného a Grignardova činidla:
AgCl + (CH3)3C6H2MgBr → 1/4 [(CH3)3C6H2Ag]4 + MgClBr
Stříbro také tvoří komplexy s ylidy, například methylentrifenylfosforanem:
AgCl + Ph3P=CH2 → AgCl(Ph3P=CH2)
Alkenylstříbrné sloučeniny jsou stálejší než jejich alkylové protějšky. Vinylstříbro je možné připravit reakcí dusičnanu stříbrného s tetravinylolovem:
AgNO3 + (CH2=CH)4Pb → (CH2=CH)Ag + (CH2=CH)3PbNO3

### Fluoroalkyly a fluoroalkenyly
Perfluorované alkyl- a alkenylstříbrné sloučeniny jsou poměrně stabilní. Alkenylové deriváty bývají vytvářeny reakcí fluoridu stříbrného s hexafluorbutynem a tetrafluorallenem.
AgF + CF2=CF−CF3 → AgCF(CF3)2
V organických sloučeninách má stříbro obvykle oxidační číslo +1; výjimkou je například Ag(CF3) 
4p=− .

## Karbeny a karbonyly
Komplexy stříbra a CO, jako [Ag(CO)n]+ (n = 1, 2, 3), bývají poměrně nestálé.
Je také známa řada komplexů stříbra s N-heterocyklickými karbeny. Používají se na přípravu dalších komplexů těchto karbenů, například reakcí bis(NHC)stříbrných komplexů s chloridem bis(acetonitril)palladnatým nebo chlorido(dimethylsulfid)em zlatným:

## Komplexy s alkeny

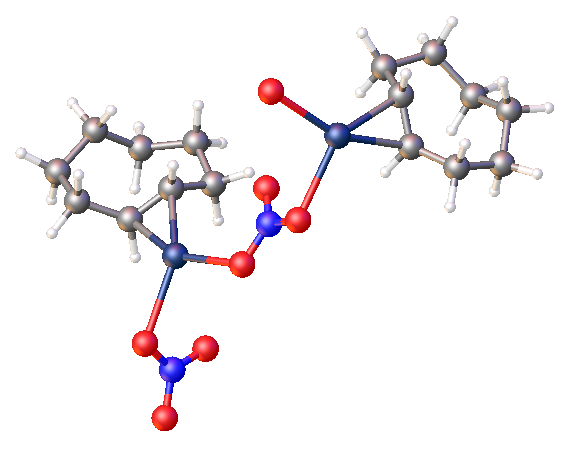
Část struktury koordinačního polymeru vzniklého z dusičnanu stříbrného a trans-cyklooktenu.

Podobně jako ostatní ionty těžkých d10 kovů je Ag+ náchylný k reakcím s alkeny. Schopnost stříbra vytvářet komplexy s alkeny se využívá při oddělování alkenů argentační chromatografií, kde stacionární fáze obsahují stříbrné soli. Takovou solí může být mimo jiné [Ag(C2H4)3]+.

## Katalýza
Stříbro se v podobě oxidu stříbrného účastní Wolffových přesmyků. Také se zapojuje do dalších přesmyků vazeb uhlík–uhlík, například při přeměnách kvadricyklanu na norbornadien, kubanu na kunean a dimeru cyklobutadienu na cyklooktatetraen.